# The Living Daylights
The Living Daylights (Brasil: 007 - Marcado Para A Morte / Portugal: 007 - Risco Imediato) é o décimo quinto filme da franquia James Bond e o primeiro a estrelar Timothy Dalton como o agente secreto 007. O título é tirado de um conto escrito por Ian Fleming, "The Living Daylights". Este foi o último filme da série a ter um título original de Fleming até Casino Royale, de 2006.
O começo do filme é semelhante ao conto, onde Bond age como atirador de elite para defender um desertor soviético, Georgi Koskov. Ele conta a Bond que o General Pushkin, chefe da KGB, está sistematicamente matando agentes britânicos e 
norte-americanos. Quando Koskov é sequestrado, Bond o segue pela Europa, Marrocos e Afeganistão.
The Living Daylights foi dirigido por John Glen, produzido por Albert R. Broccoli e seu enteado Michael G. Wilson, e escrito por Wilson e Richard Maibaum. O filme foi positivamente recebido pela maior parte da crítica e foi um sucesso comercial, arrecadando mais de US$ 191.2 milhões.

## Enredo
James Bond – o agente 007 – é enviado para ajudar na deserção de um oficial da KGB, o General Georgi Koskov, cobrindo sua fuga de uma sala de concertos em Bratislava, Tchecoslováquia. Durante a missão, Bond nota a presença de uma atiradora de elite da KGB enviada para impedir a deserção de Koskov. Desobedecendo ordens para matá-la, ele atira no rifle, e então usa o Oleoduto Trans-Siberiano para levar Koskov até a Áustria e depois para o Reino Unido.
Após sua deserção, Koskov informa o MI6 que a Smert Spionam (Morte aos Espiões), antiga política da KGB, foi reativada pelo General Leonid Pushkin, seu novo chefe. Koskov é mais tarde sequestrado e presume-se que ele foi levado de volta para Moscou. Bond recebe ordens de encontrar Pushkin em Tânger e matá-lo para impedir outras mortes de agentes e o agravamento das relações entre a União Soviética e o ocidente. Apesar do conhecimento prévio que Bond possui de Pushkin o fazer duvidar das afirmações de Koskov, ele concorda em cumprir sua missão ao saber que o assassino de 004 deixou um bilhete escrito "Smert Spionam".
Bond volta para Bratislava para encontrar uma violoncelista, Kara Milovy. Ele conclui que toda a deserção de Koskov foi uma armação, e que Milovy é na verdade a namorada do general. Bond convence a garota que ele é amigo de Koskov e que devem ir para Viena, supostamente para encontrá-lo. Enquanto isso, Pushkin encontra-se com o traficante de armas Brad Whitaker, informando que a KGB está cancelando um carragamento de armas que haviam comprado dele.
Durante sua estada em Viena com Milovy, Bond encontra Saunders, um aliado do MI6, que descobre uma série de acordos financeiros entre Koskov e Whitaker. Ao partir do encontro, Saunders é morto por Necros (capanga de Koskov e Whitaker), que novamente deixa a mensagem "Smert Spionam".
Bond e Milovy partem para Tânger, onde 007 confronta Pushkin. Pushkin nega qualquer conhecimento sobre "Smert Spionam", e revela que Koskov está fugindo de prisão por apropriação indébita de fundos governamentais. Bond falsifica o assassinato de Pushkin, fazendo com que Whitaker e Koskov sigam adiante com seu plano. Enquanto isso, Milovy contata seu antigo namorado, que afirma que Bond é um agente da KGB, convencendo-a a drogá-lo para que assim ele possa ser capturado.
Koskov, Necros, Milovy e Bond, prisioneiro, voam para uma base soviética no Afeganistão – parte da invasão soviética do Afeganistão – onde Koskov trai Milovy e a prende junto com Bond. Os dois conseguem fugir e no caminho libertam Kamran Shah, líder dos mujahidin. Eles descobrem que Koskov está usando dinheiro soviético para comprar ópio dos mujahidin.
Com a ajuda dos mujahidin, Bond coloca uma bomba no avião carregando o ópio, mas é descoberto e decide decolar com a aeronave. Milovy consegue entrar no avião com um jipe, e Necros pula para dentro no último segundo. Depois de uma luta, Bond joga Necros para fora e desativa a bomba. Ele então a reativa e a joga em cima de uma ponte, ajudando os homens de Shah a conseguirem uma importante vitória contra os soviéticos. Bond volta para o Marrocos e mata Whitaker, e Pushkin prende Koskov.

## Elenco
- Timothy Dalton como James Bond
- Maryam D'Abo como Kara Milovy
- Jeroen Krabbé como General Koskov
- Joe Don Baker como Brad Whitaker
- John Rhys-Davies como General Pushkin
- Robert Brown como M
- Desmond Llewelyn como Q
- John Terry como Felix Leiter
- Art Malik como Kamran Shah
- Thomas Wheatley como Saunders